# 澳門勵駿
澳門勵駿創建有限公司（港交所：1680）是一家澳門公司，持有澳門漁人碼頭及澳門置地廣場澳門勵宮酒店。
2012年，勵駿創建收購澳門漁人碼頭組成新公司，並計劃把澳門漁人碼頭進行重建。勵駿創建重組後，周錦輝成為最大股東，而陳婉珍及澳博控股亦持有勵駿創建股權。2013年6月，勵駿創建進行公開招股，集資最多約61.04億元。Dynam Japan Holdings亦成為勵駿創建的機構投資者。
2015年10月，因應宏益電召的士有限公司退場並結束特別的士業務，交通事務局對100個特別的士牌照進行公開競投。其中在2016年1月13日進行首次開標，共收到三份標書。經開標委員會審議，只有該公司旗下的勵澳的士服務股份有限公司提交的標書被接納，其餘不獲接納。勵澳提出的三項服務費，分別是電召費15元、預約費15元及失約費5元。但由於仍需經過評標程序，當時勵澳的士服務股份有限公司董事局主席周錦輝表示計劃初期投資7,000萬元，購買7人車、豪華房車及客貨車，並提供至少5部傷殘人士的士，未來會按需求增加數量；亦計劃興建修車中心和開發手機應用程式。2016年3月17日，100個特別的士牌照舉行競投，其中澳門電召的士服務股份有限公司標書獲重新接納，電召費只收5元，不收取「預約費」及「失約費」，勵澳一度提出聲明異議被駁回。2016年9月6日，政府公佈中標結果，勵澳最終落選，首100部特別的士全數由澳門電召的士服務股份有限公司營運。
2016年9月1日，該公司委任周錦輝兒子周宏學及賭王何鴻燊和三太陳婉珍龍鳳胎女兒何超蓮分別委任執行董事和非執行董事及其審核委員會成員，周宏學為該公司當時企業發展總監及巴比倫娛樂場總監，而何超蓮為當時安永會計師事務所工作、和UNIR Australia Pty Ltd現任董事，根據資料，何超蓮持有934,269,609股股份之權益，所佔該公司已發行股本約14.84%，另外最大重點是當時和台灣藝人吳克群分手一事件。
2020年9月21日陳榮煉購入澳門勵駿12.8億股
公司股票，總共斥資13.44億港元成為最大股東，其後周錦輝兒子周宏學辭任董事
2022年，1月底澳門勵駿發公告表示知悉其執行董事、董事會聯席主席兼行政總裁及主要股東之一陳榮煉被澳門司警局逮捕及拘留。並由周錦輝任主席丶執行董事

## 外部連結
- 勵駿創建公司網站 （页面存档备份，存于）
- 勵駿創建招股章程 （页面存档备份，存于）